# Фудбалери и чланови управе ФК Палилулац, Београд
Ово је списак фудбалера и чланова управе Палилулца. Именик је приказан по презимену, сложен азбучним редом.
У загради је период у којима су фудбалери наступали за Палилулац или функције које су имали у клубу.
| Алексић Марко           | (од 2019.)            |
| Алимпијевић Мића        | (од 1960.)            |
| Алфировић Иван          | (од 1990.) (од 2000.) |
| Амиџић                  | (од 2000.)            |
| Андрић                  | (од 1990.)            |
| Андрић Миодраг          | (од 1960.)            |
| Анђић Александар        | (од 2000.)            |
| Аничић Драган           | (од 1990.)            |
| Аничић Жељко            | (од 1990.)            |
| Антељ                   | (од 2000.)            |
| Арсенијевић А. Владимир | (од 1950.)            |
| Аћимовић Јован          | (од 2019.)            |
| Аћимовић Никола         | (од 2019.)            |
| Аћимовић Дарко          | (од 2000.)            |
| Ахмети                  | (од 2000.)            |
| Алексић Срђан           | (до 1950.)            |

| Бабић Борко                  | (Ветерани)                       |
| Бајић Марко                  | (од 2000.) (Управа)              |
| Бакић Никола                 | (од 2000.)                       |
| Балог Богдан                 | (од 1990.)                       |
| Баста Бранко                 | (од 1970.)                       |
| Баста Раде                   | (од 1970.)                       |
| Белић Немања                 | (од 2000.)                       |
| Белчевић Михајло Мића Силвер | (Ветерани)                       |
| Бијеле Драган                | (од 1990.)                       |
| Билбија Никола               | (од 2000.)                       |
| Библија Младен               | (од 2019.)                       |
| Бјеговић Никослав            | (од 1990.)                       |
| Благојевић                   | (од 1960.)                       |
| Близнаковић Војислав         | (од 2000.)                       |
| Богичевић М. Зоран           | (од 1950.)                       |
| Богојевски                   | (од 2000.)                       |
| Божиновић Б. Небојша Нена    | (од 1950.) (од 1960.) (Тренер)   |
| Божић Милан Пика             | (од 1950.) (Управа) (Председник) |
| Божић Антон Чапа             | (од 1960.)                       |
| Бојић Аца                    | (до 1950.)                       |
| Бојић Д.                     | (до 1950.)                       |
| Бокшић Илија Ика             | (од 1960.)                       |
| Борозан Ранко                | (од 1960.) (Тренер)              |
| Боровчанин Огњен             | (од 2019.)                       |
| Брајковић Бранко Гуле        | (од 1970.)                       |
| Брновић Душан                | (Тренер)                         |
| Брошћанац Емануел            | (од 2000.)                       |
| Бубања Миљан                 | (од 2000.)                       |
| Бркало Стјепан               | (од 1924.)                       |
| Баришић Мирко                | (од 2000.)                       |
| Бећановић Милош              | (од 2000.)                       |
| Богдановић Милоје            | (од 1970.)                       |
| Басара Петар                 | (од 2000.)                       |
| Баберић Милан                | (од 1935.)                       |
|                              |                                  |

| Варагић Владимир        | (Ветерани)                       |
| Васиљевић В. Добривоје  | (од 1950.)                       |
| Васић Душан             | (од 2019.)                       |
| Васовић                 | (од 1990.)                       |
| Ватовец Ј. Иван Џине    | (од 1950.) (Тренер)              |
| Веланац Драгутин Бата   | (од 1960.) (од 1970.) (Ветерани) |
| Велиновић Небојша       | (од 1990.)                       |
| Веселиновић Душан       | (од 1970.)                       |
| Вигњевић Раде Цегер     | (од 1960.) (Ветерани)            |
| Видић                   | (од 1960.)                       |
| Видовић Милош Видоје    | (од 1960.)                       |
| Вишњић Гојко Лика       | (Тренер)                         |
| Вјетровић Мирослав      | (од 1970.)                       |
| Влајић                  | (од 1990.)                       |
| Вранеш                  | (од 1960.)                       |
| Вранић Марко            | (од 2000.)                       |
| Врачар Дејан            | (од 2000.)                       |
| Врцељ Александар        | (од 2019.)                       |
| Вујаклија Л. Божидар    | (од 1950.)                       |
| Вујић Лука              | (од 2019.)                       |
| Вукадиновић Марко       | (од 2000.)                       |
| Вукелић Милан Вукела    | (од 1960.)                       |
| Вукић Бранислав         | (од 1970.)                       |
| Вуковић                 | (од 2000.)                       |
| Вукомановић Дејан       | (од 2000.)                       |
| Вукшић С. Иван          | (од 1950.)                       |
| Вуровић                 | (од 2000.)                       |
| Вучетић Немања          | (од 2000.)                       |
| Вучић Александра        | (Ветерани)                       |
| Вучићевић Небојша Ушке  | (од 1960.)                       |
| Вучковић Живорад Жикица | (од 1960.)                       |
| Вучковић Ђ. Предраг     | (од 1950.)                       |
| Величковић Александар   | (од 1924.)                       |
| Вучковић Бошко          | (од 1924.)                       |
| Величковић Јован        | (од 1924.)                       |
| Вуклишевић              | (од 2000.)                       |
| Вељковић Сава           | (од 1935.)                       |

| Гавриловић                 | (од 2000.)                       |
| Гавриловић Слободан Цоки   | (од 1960.)                       |
| Гајдаш Л. Радоје Бата Каре | (од 1950.)                       |
| Гајић Иван                 | (од 2000.)                       |
| Гајић Никола               | (од 1924.)                       |
| Галевић                    | (од 1960.)                       |
| Глигоријевић Тодор         | (од 2019.)                       |
| Глоговац Стева             | (од 1970.) (Тренер)              |
| Гојковић Д. Драгослав      | (од 1950.)                       |
| Голубовић Бранислав Брана  | (до 1950.) (Тренер) (Председник) |
| Градић                     | (од 1990.)                       |
| Газдић Града               | (Управа)                         |
| Грбац                      | (од 2000.)                       |
| Грбић Душан                | (од 2000.)                       |
| Грбавац Горан              | (од 2000.)                       |
| Грујић Милош               | (Тренер)                         |
| Грујић Александар          | (од 2019.)                       |
| Губеринић                  | (од 1960.)                       |
| Миодраг Главички           | (од 1924.)                       |

| Давидовић Предраг          | (Управа) (Ветерани)                         |
| Дамњановић                 | (од 1960.)                                  |
| Данојлић Дејан             | (од 1983.) (Председник) (Ветерани)          |
| Данојлић Драгољуб          | (од 2019.)                                  |
| Дардић                     | (од 1990.)                                  |
| Дачић Ивица                | (Председник)                                |
| Дворнић Војин Дворна       | (од 1960.) (Тренер) (Председник) (Ветерани) |
| Делибашић                  | (од 1990.)                                  |
| Дели Јожеф Јошка           | (од 1960.) (Ветерани)                       |
| Димитријевић Зоран         | (од 1970.)                                  |
| Димитријевић Д.            | (до 1950.)                                  |
| Димитријевић Дејан         | (Ветерани)                                  |
| Димитровски Бранислав Диме | (Тренер)                                    |
| Добрић Драган              | (од 2000.)                                  |
| Додић Милан                | (од 2000.)                                  |
| Додић Срђан                | (Ветерани)                                  |
| Драговић Сава              | (Управа)                                    |
| Драмничанин                | (од 1970.)                                  |
| Дробњак Немања             | (од 2000.)                                  |
| Душић                      | (од 2000.)                                  |
| Дрљагић Петар              | (од 1924.)                                  |
| Димитријевић Драгиша       | (од 1924.)                                  |
| Домај Александар           | (од 2019.)                                  |

| Ђорђевић Влада         | (од 1950.) (Управа) |
| Ђорђевић Љубомир       | (Управа)            |
| Ђорђевић Лазар         | (од 2000.)          |
| Ђорђевић Љубомир Џин   | (од 1924.) (Тренер) |
| Ђорђевић Небојша       | (од 2000.)          |
| Ђорђевић Србобран      | (до 1950.)          |
| Ђорђевић Стефан        | (од 2000.)          |
| Ђорђевић М.            | (од 1970.)          |
| Ђорђевић Д.            | (од 1970.)          |
| Ђукановић Баћко        | (Ветерани)          |
| Ђуковић                | (од 1970.)          |
| Ђурашковић Зоран       | (Управа)            |
| Ђурђевић Слободан Ђура | (од 1970.) (Управа) |
| Ђурић                  | (од 1990.)          |
| Ђушић Миодраг          | (од 2000.)          |
| Ђорђевић Душан         | (од 1924.)          |
| Ђокић                  | (од 1970.)          |
| Ђорђевић Дејан         | (од 2000.)          |
| Ђорђевић Бојан         | (од 2000.)          |
|                        |                     |

| Емић Динко | (од 2000.) |
| Емино Дино | (од 2019.) |
|            |            |

| Жалац Мића                   | (од 1960.)                   |
| Жалац Тома                   | (од 1960.)                   |
| Жарић                        | (од 1990.)                   |
| Жарковић Немања              | (од 2019.)                   |
| Жеравица                     | (од 2000.)                   |
| Жерађанин                    | (од 1990.)                   |
| Живановић Душан „Мучкомозац” | (до 1950.) (Тренер) (Управа) |
| Живковић Димитрије Кики      | (Ветерани)                   |

| Здравковић Слободан     | (од 2019.)          |
| Здравковић Немања Саша  | (од 2000.)          |
| Здравковић проф. Миле   | (Председник)        |
| Зекић М. Душан          | (од 1950.)          |
| Зец Немања              | (од 1970.)          |
| Златановић Д. др Милан  | (од 1950.) (Тренер) |
| Златић                  | (од 1960.)          |
| Златковић Томислав Паја | (од 1960.)          |
| Зорић Душан             | (од 1924.)          |
| Зекановић Немања        | (од 2019.)          |
| Заклан Борис            | (од 2000.)          |

| Иванов Лала          | (од 1960.)     |
| Ивановић             | (од 2000.)     |
| Ивановић Михајло     | (Тренер)       |
| Иванчевић Ш.         | (до 1950.)     |
| Ивковић Веселин Веса | (од 1960.)     |
| Ивковић М.           | (до 1950.)     |
| Игњатовић            | (Ветерани)     |
| Игњатовић Бојан      | (од 2000.)     |
| Игњатовић Миливоје   | (од 1950.)     |
| Илић Радован         | (Ветерани)     |
| Илић Илија           | (од 1924.)     |
| Илић Боривоје        | (Управа 1935.) |
| Ивановић Звонимир    | (од 1936.)     |

| Јакубец Рихард             | (од 1970.)                       |
| Јакшић                     | (од 1990.)                       |
| Јанковић Милан Кинез       | (од 1960.) (од 1970.) (Ветерани) |
| Јанковић Владимир          | (од 2000.)                       |
| Јанковић Срђан             | (од 1990.)                       |
| Јанковић Срећко            | (од 1970.)                       |
| Јањић Пуниша Пуша          | (од 1960.)                       |
| Јапунџић Милан             | (од 1970.)                       |
| Јасић Александар           | (од 2019.)                       |
| Јеврић                     | (од 1990.)                       |
| Јегарац Миливијe Буца      | (од 1960.)                       |
| Јекић                      | (од 1960.)                       |
| Јеловац Бранислав          | (од 1924.)                       |
| Јенић М. Петар             | (од 1950.)                       |
| Јефтић Јован Јоле          | (од 1960.) (Тренер) (Ветерани)   |
| Јешић                      | (од 2000.)                       |
| Јовановић Синиша           | (од 1924.)                       |
| Јовановић Александар       | (од 2000.)                       |
| Јовановић С. Александар    | (од 2000.)                       |
| Јовановић М. Владимир      | (од 1950.)                       |
| Јовановић М. Ђуро          | (од 1950.)                       |
| Јовановић Синиша           | (до 1950.) (од 1950.)            |
| Јовановић Никола           | (до 2019.)                       |
| Јовић Славко               | (Тренер)                         |
| Јовић Филип                | (од 2019.)                       |
| Јовић                      | (од 1990.)                       |
| Јовичић М. Ратомир         | (од 1950.)                       |
| Јокановић Трипо            | (од 2000.)                       |
| Јокић Никола               | (од 1970.)                       |
| Јокић Душан Куле           | (од 1970.)                       |
| Јошић Драган               | (од 2000.)                       |
| Југовић П. Радивоје        | (од 1950.)                       |
| Јуренић                    | (од 2000.)                       |
| Јордановић Г. Миодраг      | (од 1924.)                       |
| Јовановић Христивоје       | (од 1924.)                       |
| Јашић Драган               | (од 2000.)                       |
| Јовић Александар           | (од 2000.)                       |
| Јуренић Горан              | (од 2000.)                       |
| Јовановић Драгослав Драган | (од 1936.)                       |

| Кадриспахић Хајрудин Кадрија | (од 1960.)            |
| Кајганић Бошко               | (од 1960.)            |
| Калембер Ненад               | (Тренер)              |
| „Калимеро”                   | (Ветерани)            |
| Камбан Слободан Бобан        | (од 1960.)            |
| Кандић Ј.                    | (до 1950.)            |
| Карајчић                     | (од 1970.)            |
| Карановић                    | (од 1970.)            |
| Каровић Немања               | (од 2000.)            |
| Кастратовић Александар       | (од 2000.)            |
| Кашиковић Немања             | (од 2000.)            |
| Кесеревић Аца                | (до 1950.)            |
| Кесеровић Ненад Мома         | (до 1950.) (од 1950.) |
| Кисић Слободан Киса          | (Ветерани)            |
| Кнежевић                     | (од 1990.)            |
| КовачевићСлавен              | (од 2000.)            |
| Коковић                      | (од 1970.)            |
| Колцић Миодраг               | (од 1970.)            |
| Колцић Ђорђе                 | (од 1970.)            |
| Корак Богдан                 | (од 1960.) (од 1970.) |
| Костић Александар            | (од 2019.)            |
| Крстић Драган                | (Ветерани)            |
| Крстић Станислав             | (од 1990.) (од 2000.) |
| Кузмановић                   | (до 1950.)            |
| Кузмановић Живорад           | (од 1924.)            |
| Кукић Небојша                | (до 1950.)            |
| Куртовић                     | (од 1990.)            |
| Кажић Стеван                 | (од 1924.)            |
| Ковачевић Стеван             | (од 2019.)            |
| Куртовић Н. Риста            | (од 1924.)            |
| Кабиљо Ј. Давид              | (од 1924.)            |
| Којић                        | (од 2000.)            |
| Кожић                        | (од 1924.)            |
| Крстић Владимир              | (од 1990.) (од 2000.) |
| Кнежевић Мирослав            | (од 1935.)            |
| Качеванда Мирко              | (од 1935.)            |
|                              |                       |

| Лазаров Милош Миша   | (од 2019.)          |
| Лазовић Милоје       | (од 1970.)          |
| Лековић Миливоје     | (од 2000.)          |
| Лечић                | (од 1990.)          |
| Ловрић               | (од 1990.)          |
| Лончар Зоран         | (од 1970.)          |
| Лоцић Ђорђе          | (од 2019.)          |
| Лукић Петар          | (од 2019.)          |
| Лукић Александар Аца | (од 1924.)          |
| Лукић Србољуб        | (Ветерани)          |
| Лукић Жарко          | (од 2019.)          |
| Лунгуловић           | (од 1990.)          |
| Лутовац Мирко        | (од 2000.) (Тренер) |
| Лутовац Стефан       | (од 2000.)          |
| Ливаја Владимир      | (од 2000.)          |
| Лазаревић Недељко    | (од 1936.)          |
|                      |                     |

| Љубеновић Стојан | (од 1990.) |
| Љујић            | (од 1990.) |
| Љушковић         | (од 2000.) |

| Магдић Н. Чедомир        | (од 1950.)                         |
| Максимовић Миленко Милан | (од 1924.)                         |
| Максимовић Предраг       | (од 2000.)                         |
| Максић Никола            | (Ветерани)                         |
| Малобабић                | (од 1960.)                         |
| Мандић Милан             | (од 1990.) (од 2000.)              |
| Манић Немања             | (од 2019.)                         |
| Манчић Иван              | (Ветерани)                         |
| Марковић                 | (од 2000.)                         |
| Марковић Веселин Веса    | (од 1960.)                         |
| Марковић Љубинко         | (Председник)                       |
| Марковић Милан           | (Председник)                       |
| Мартиновић Слободан Шуле | (од 1960.) (Ветерани)              |
| Мартиновић Александар    | (од 2000.)                         |
| Мартић Иван              | (од 2000.)                         |
| Марушић М. Бранислав     | (од 1950.)                         |
| Матановић Ненад          | (Тренер)                           |
| Матић                    | (од 1970.)                         |
| Матић Александар         | (Ветерани)                         |
| Матић Ђорђе              | (Ветерани)                         |
| Матић М.                 | (од 2000.)                         |
| Матић Славко             | (од 2000.)                         |
| Матовић                  | (од 1960.)                         |
| Матовић Предраг          | (Ветерани)                         |
| Медић Мирослав Меда      | (од 1970.)                         |
| Милаковић Милош          | (до 1950.)                         |
| Милановић Милан Шваба    | (Тренер)                           |
| Миленковић Мита Чокалија | (од 1960.) (Ветерани)              |
| Милодраговић             | (од 1970.)                         |
| Милићевић Исаило Иса     | (од 1960.) (од 1970.) (Председник) |
|                          |                                    |

| Милијаш Алексадар        | (од 2019.)                     |
| Милић Жељко              | (од 2000.)                     |
| Милић Станко             | (од 1950.)                     |
| Милкић Слободан          | (од 1924.)                     |
| Мирчић Мирослав          | (Председник)                   |
| Миросављевић Душан       | (од 1924.)                     |
| Миловановић              | (од 1960.)                     |
| Миловац Р. Веселин       | (од 1950.)                     |
| Милодраговић Миодраг     | (Ветерани)                     |
| Милојевић                | (од 1990.)                     |
| Милосављевић Милорад     | (од 1924.)                     |
| Милосављевић             | (од 1990.)                     |
| Милосављевић В. Радован  | (до 1950.) (од 1950.)          |
| Милошевић Јован          | (од 2000.)                     |
| Милуновић Жарко          | (од 1960.)                     |
| Милуновић Звонко         | (од 1960.)                     |
| Милутиновић Иван Кањец   | (Тренер) (Управа)              |
| Миљковић В. Ратомир      | (од 1950.)                     |
| Митић Благоје            | (Тренер)                       |
| Митровић Буца            | (Тренер)                       |
| Митровић А.              | (од 2000.)                     |
| Митровић Милан           | (од 2000.)                     |
| Мићевић Горан            | (од 2000.)                     |
| Михајловић Петар Пера    | (од 1960.) (Управа) (Ветерани) |
| Михаиловић Борислав Бора | (од 1960.) (Ветерани)          |
| Михајловић Драгош        | (Тренер)                       |
| Михајловски Звонко       | (од 1960.)                     |
| Михаљчић Душан           | (Председник)                   |
| Млађеновић Дарко         | (Ветерани)                     |
| Мојсиловић Срба          | (Председник)                   |
| Момировић Александар     | (од 1990.)                     |
| Момчиловић               | (од 1990.)                     |
| Мостарац Јова            | (од 1990.)                     |
| Мрваљевић Зоран          | (Тренер)                       |
| Мрђанин                  | (од 2000.)                     |
| Мујагић Абдулах Муја     | (од 1960.)                     |
| Мусић Вук                | (Председник) (Управа)          |
| Мучибабић Драган         | (Тренер)                       |
| Мушкић Ријад             | (Ветерани)                     |
| Милановић Драгољуб       | (од 1924.)                     |
| Марјановић Коста         | (од 1924.)                     |
| Миљковић                 | (од 1924.)                     |
| Михаиловић Димитрије     | (од 1924.)                     |
| Милованчевић Драгољуб    | (од 1924.)                     |
| Милановић Драгољуб       | (од 1924.)                     |
| Михајловић Боривоје      | (од 1924.)                     |
| Марјановић М. Ратко      | (од 1924.)                     |
| Милобратић               | (од 1960.)                     |
| Маринковић Владан        | (од 2000.)                     |
| Маринковић Милутин       | (од 2000.)                     |
| Марјановић Коста         | (од 2000.)                     |
| Марјановић Драган        | (Тренер)                       |
| Мариновић Мирослав Мића  | (од 1970.)                     |
| Мићовић Горан            | (од 2000.)                     |
| Машић Ј. Илија           | (од 1924.)                     |
| Мијић Лазар              | (од 1936.)                     |
| Милосављевић Душан       | (од 1924.)                     |
| Марјановић Љубомир       | (од 2000.)                     |
| Марјановић Ратко         | (од 2000.)                     |
|                          |                                |

| Накић Бата              | (Ветерани)            |
| Наумовић Никола         | (до 1950.)            |
| Нелоски Димче           | (Ветерани)            |
| Нешић М.                | (до 1950.)            |
| Никетић М. Томислав     | (од 1950.)            |
| Никиновић Мило          | (од 1960.)            |
| Николић Станко Лала     | (од 1960.) (Ветерани) |
| Николић Бранко Либаде   | (Председник)          |
| Николић Драгутин Драган | (од 1960.)            |
| Николић Никола          | (од 2000.)            |
| Николић Јован           | (од 1924.)            |
| Нишавић Петар           | (од 1970.)            |
| Новаковић               | (од 2000.)            |
| Новаковић С. Слободан   | (од 1950.)            |
| Новичић Велизар Жуча    | (од 1960.)            |
| Нешић                   | (од 2000.)            |
| Николић Миодраг         | (Члан управе)         |

| * — НЕМА — |

| Обрадовић             | (од 1990.) (од 2000.) |
| Обрадовић Нинослав    | (Тренер)              |
| Одавић Миодраг Миша   | (од 1960.)            |
| Окрајинов Раде        | (до 1950.)            |
| Остојић Миливоје Шари | (од 1970.) (Ветерани) |
| Обојевић              | (од 1924.)            |
| Остојић Милољуб       | (Тренер)              |
| Обреновић             | (од 2000.)            |
| Оланреваји            | (од 2000.)            |
|                       |                       |

| Павловић Милан              | (од 1924.)            |
| Павловић Добривоје          | (од 1924.)            |
| Павић                       | (од 1970.)            |
| Павићевић Ненад             | (од 1990.) (од 2000.) |
| Павловић С.                 | (од 1990.) (од 2000.) |
| Пајовић Горан               | (од 2000.)            |
| Пајовић Дарко               | (од 2000.)            |
| Пајовић Милош               | (од 2000.)            |
| Пандуровић Марко            | (од 2019.)            |
| Панић др Милан              | (Председник)          |
| Панић Д. Миодраг            | (од 1950.)            |
| Пановић Петар               | (од 2000.)            |
| Пантелић М. Јован           | (од 1950.)            |
| Перишић Предраг             | (од 1990.)            |
| Перковић                    | (од 1970.)            |
| Перовић Драган              | (од 1960.) (од 1970.) |
| Перовић Зоран               | (од 1960.) (од 1970.) |
| Петковић Ратко              | (Управа)              |
| Петковић                    | (од 1990.)            |
| Петрашиновић                | (од 1970.)            |
| Петровић Александар Пикавац | (1930—1932.)          |
| Петровић                    | (од 1990.)            |
| Петровић Стефан             | (од 2019.)            |
| Пецић М.                    | (од 1924.)            |
| „Пинга”                     | (од 1960.)            |
| Пињатели Стеван             | (од 1960.)            |
| Плехо Ш. Шабан              | (од 1950.)            |
| Подраповић Драган           | (од 1970.)            |
| Полак                       | (од 1990.)            |
| Попадић Дарко               | (од 2000.)            |
| Поповић                     | (од 2000.)            |
| Поповић Лаза                | (од 1960.)            |
| Поточан                     | (од 1970.)            |
| Протић Драгован             | (Тренер)              |
| Протић Радован              | (Тренер)              |
| Пудар Велибор               | (од 1990.)            |
| Пурковић Александар         | (од 2000.)            |
| Пушара Немања               | (од 2000.)            |
| Пфандлер Андрија            | (Тренер)              |
| Пфандлер Исидор             | (од 2000.)            |
| Петковић Стојан             | (од 1924.)            |
| Пандуревић Марко            | (од 2019.)            |
| Параскевић Божидар          | (од 1924.)            |
| Поповић Александар          | (од 1924.)            |
| Пандуревић Марко            | (од 2019.)            |
| Поповић Драган              | (од 1935.)            |
|                             |                       |

| Радаковић Ненад           | (од 2000.)            |
| Раданов Ненад             | (од 2019.)            |
| Радивојевић Велимир Трле  | (од 1924.)            |
| Радивојевић               | (од 1990.)            |
| Радисављевић Раде Кондор  | (Тренер)              |
| Радиновић                 | (од 1990.)            |
| Радић Шојка               | (Тренер)              |
| Радовановић Младен        | (од 2019.)            |
| Радовић                   | (од 1990.)            |
| Радојевић Душан           | (од 2000.)            |
| Радојевић Милан           | (Ветерани)            |
| Радојчић В. Милан         | (од 1950.)            |
| Радосављевић Лазар        | (од 2000.)            |
| Радосављевић Рајко        | (од 1970.)            |
| Радуловић Михајло Радуле  | (Ветерани)            |
| Рајић Предраг             | (Председник)          |
| Ракић Добривоје           | (Председник)          |
| Рамадани Хезирђан Кабир   | (од 1990.) (од 2000.) |
| Рамадановски Насер        | (Управа) (Тренер)     |
| Ранђеловић                | (од 1990.)            |
| Ранковић Драган Бата Рана | (Председник)          |
| Рапић Кристијан           | (од 2000.)            |
| Ребић Милорад Паја        | (од 1970.)            |
| Ристић Бора               | (Председник)          |
| Ристић Ненад              | (од 2000.)            |
| Ристовић Александар       | (од 2000.)            |
| Родић Немања              | (од 2000.)            |
| Роксандић Бранко Рокса    | (Тренер)              |
| Росић Ненад               | (од 2000.)            |
| Рудан М.                  | (од 2000.)            |
| Ристић Иван               | (од 1924.)            |
| Радивојевић Љубиша Трле   | (од 1924.)            |
| Ристић Светолик           | (од 1924.)            |
| Рецек А. Лајош            | (од 1924.)            |
| Радојчић                  | (од 2000.)            |
| Радовановић Иван          | (од 2000.)            |
|                           |                       |

|                           |                       |
| Савић                     | (од 1970.)            |
| Савић Жаро                | (од 2019.)            |
| Савић Марко               | (од 2000.)            |
| Савичић                   | (од 1970.)            |
| Саитовић                  | (од 1970.)            |
| Салаховић                 | (од 1990.)            |
| Санковић Марко            | (од 2019.)            |
| Секулић Буца              | (до 1950.)            |
| Селимовски                | (од 1970.)            |
| Симеуновић                | (од 2000.)            |
| Симеуновић Миодраг        | (од 1960.)            |
| Симић Драган Симке        | (од 1970.)            |
| Симић Милан               | (Управа)              |
| Симић Ненад               | (од 2000.)            |
| Симоновић Драган          | (од 2000.) (Тренер)   |
| Симоновић Миодраг         | (до 1950.)            |
| Следојевић Живко Цезар    | (од 1960.)            |
| Смиљанић Славиша          | (Ветерани)            |
| Смиљковић                 | (од 1990.)            |
| Сопић Душан Цале          | (од 1960.)            |
| Спасић Растко             | (Управа)              |
| Србиновић Божидар         | (од 1970.)            |
| Србиновић С. Бошко        | (од 1950.)            |
| Средојевић                | (од 2000.)            |
| Стаменковић               | (од 1970.)            |
| Стаменковић Војислав      | (од 1924.)            |
| Стаменковић Милан Цуја    | (од 1924.) (Управа)   |
| Стаменковић Горан         | (од 2000.)            |
| Стаменковић Дејан         | (од 2000.)            |
| Станишић Станиша          | (Ветерани)            |
| Станишић Стефан           | (од 2000.)            |
| Станковић Саша            | (од 2000.)            |
| Станковић Марко           | (од 2019.)            |
| Станојевић                | (од 1990.)            |
| Станојевић Стефан         | (од 2019.)            |
| Станојчић Јован           | (од 2000.)            |
| Стекић Мирослав           | (од 2019.) (од 2000.) |
| Степановић Александар     | (од 2000.)            |
| Стефановић Ненад Неша     | (од 1960.)            |
| Стефановић Зоран Штраус   | (од 1970.)            |
| Стефановић С.             | (до 1950.)            |
| Стојадиновић Милорад Миша | (Управа)              |
| Стојановић Бранислав Кеза | (од 1924.)            |
| Стојановић                | (до 1950.)            |
| Стојановић Дане           | (Тренер)              |
| Стојановић Зоран          | (од 1970.)            |
| Стојковић Миле            | (Ветерани)            |
| Стојановић Танасије       | (од 1924.)            |
| Стојковић Томислав        | (од 1970.)            |
| Стојковски Бранко         | (од 1988.)            |
| Стошић Стојан             | (од 1960.)            |
| Сукоњица Бранислав        | (од 1970.)            |
| Станковић Никола          | (од 1924.)            |
| Савић Михајло             | (од 1924.)            |
| Станојевић Милосав        | (од 1924.)            |
| Стојановић Душан          | (од 1924.)            |
| Станковић Н. Ратомир      | (од 1924.)            |
| Стаменковић К. Драгољуб   | (од 1924.)            |
| Стаменковић Лазар         | (од 1924.)            |
| Станојевић                | (од 2000.)            |
| Содик                     | (од 2000.)            |
| Стијаковић Никола         | (од 2000.)            |
| Станковић Михајло         | (од 1924.)            |
| Стефановић Миодраг        | (од 1924.)            |
| Стаменковић К. Драгољуб   | (од 1936.)            |
| Секулић Д. Љубомир        | (од 1935.)            |
| Стаменковић Радослав      | (од 1936.)            |
| Стојановић Миле           | (од 1936.)            |
| Станковић Драган          | (Тренер)              |
|                           |                       |

| Тадић                     | (од 2000.)            |
| Танасић Марко             | (од 2019.)            |
| Танасковић                | (од 1990.)            |
| Танић Божидар             | (од 1960.)            |
| Тасић Драгиша Гиле        | (од 1970.)            |
| Тасић Иван                | (од 1990.)            |
| Тасић С. Јовиша           | (од 1950.)            |
| Тачи                      | (од 1970.)            |
| Тијановић Никола Кинџа    | (од 1950.)            |
| Тијеглић Ђорђе Туња       | (од 1960.)            |
| Тимотић                   | (од 1990.)            |
| Тодоровић Горан           | (Ветерани)            |
| Томанић Иван              | (од 2000.)            |
| Томић др Михајло Беба     | (Председник)          |
| Токин Бошко               | (Председник)          |
| Топалов                   | (од 1990.)            |
| Торбица Миле Миша         | (од 1960.)            |
| Тошић Василије            | (од 2000.)            |
| Тошић Момчило Тошке       | (од 1960.)            |
| Тошковић Урош             | (од 2019.)            |
| Травац Бранислав          | (од 1950.)            |
| Трајковић Небојша         | (од 2000.)            |
| Трбојевић Светозар Трбоје | (од 1960.) (од 1970.) |
| Тресовић                  | (од 1990.)            |
| Трифуновић Александар     | (Тренер)              |
| Тришовић                  | (од 2000.)            |
| Трнинић Божидар           | (од 1924.)            |
| Тршек Владислав           | (од 1970.)            |
| Трутин Иван               | (до 1950.)            |
| Тукмановић Радомир Тукман | (Ветерани)            |
| Толмичев                  | (од 1924.)            |
| Тодоровић Р. Душан        | (од 1924.)            |
| Топаловић Предраг         | (од 2000.)            |
| Томашевић Милош           | (од 2000.)            |
|                           |                       |

| Ћајић Милан        | (до 1950.) |
| Ћапин Огњен        | (од 2000.) |
| Ћировић Живко Кира | (од 1960.) |
| Ћоћић Давид        | (од 1924.) |
|                    |            |

| Узуновић Никола | (од 2019.) |

| Филактов Астерије Грк | (од 1960.) (од 1970.) (Тренер) (Ветерани) |
| Филиповић М. Арсеније | (од 1924.)                                |
| Филиповић             | (од 1960.)                                |
| Филиповић Марко       | (од 2000.)                                |
| Форгић Бојан          | (од 2000.)                                |

| Хара                   | (до 1950.)            |
| Харацупијан Гари       | (од 2000.)            |
| Хаџић                  | (од 1990.)            |
| Хезирђан Рамадани Киза | (Тренер)              |
| Хелц Мирослав          | (Тренер)              |
| Хорват Јоца            | (до 1950.)            |
| Хоџић Мустафа Хоџа     | (од 1960.)            |
| Хрецак Милан           | (од 1960.) (Ветерани) |
| Христов Марко          | (од 2000.)            |

| Цветојевић О. Љубомир | (од 1950.) |
| Цвијић Милан Цвија    | (од 1960.) |
| Цукић Бранислав       | (од 2000.) |
| Цанковић Властимир    | (од 1924.) |
| Цојић                 | (од 2000.) |

| Чабаркапа Новак   | (од 1960.)            |
| Чавић Петар       | (од 2000.)            |
| Чамџић Влада      | (од 1990.)            |
| Чанић Раша        | (од 1960.)            |
| Чаравеша Немања   | (од 2000.)            |
| Чварковић Живорад | (од 1924.)            |
| Чича Милан        | (Управа)              |
| Чонка Иштван      | (од 1960.) (Ветерани) |
| Чубриловић        | (од 1970.)            |
| Чупин И. Драган   | (од 1950.)            |
| Др Чортановић     | (Председник)          |
| Чучковић          | (од 1924.)            |
|                   |                       |

| Џепина Гојко | (до 1950.) |

| Шевић М. Слободан          | (од 1950.)                     |
| Шемсединовић А. Рашид Рале | (од 1950.) (Тренер) (Ветерани) |
| Шереметовић Србољуб Срба   | (од 1970.)                     |
| Шестић                     | (од 1970.)                     |
| Шоргић Борис               | (од 1990.)                     |
| Шушњар Александар          | (од 2000.)                     |
| Шћекић                     | (од 2000.)                     |
| ШоботЂорђе                 | (од 1970.)                     |
|                            |                                |

| Алексић Марко           | (од 2019.)            |
| Алимпијевић Мића        | (од 1960.)            |
| Алфировић Иван          | (од 1990.) (од 2000.) |
| Амиџић                  | (од 2000.)            |
| Андрић                  | (од 1990.)            |
| Андрић Миодраг          | (од 1960.)            |
| Анђић Александар        | (од 2000.)            |
| Аничић Драган           | (од 1990.)            |
| Аничић Жељко            | (од 1990.)            |
| Антељ                   | (од 2000.)            |
| Арсенијевић А. Владимир | (од 1950.)            |
| Аћимовић Јован          | (од 2019.)            |
| Аћимовић Никола         | (од 2019.)            |
| Аћимовић Дарко          | (од 2000.)            |
| Ахмети                  | (од 2000.)            |
| Алексић Срђан           | (до 1950.)            |

| Бабић Борко                  | (Ветерани)                       |
| Бајић Марко                  | (од 2000.) (Управа)              |
| Бакић Никола                 | (од 2000.)                       |
| Балог Богдан                 | (од 1990.)                       |
| Баста Бранко                 | (од 1970.)                       |
| Баста Раде                   | (од 1970.)                       |
| Белић Немања                 | (од 2000.)                       |
| Белчевић Михајло Мића Силвер | (Ветерани)                       |
| Бијеле Драган                | (од 1990.)                       |
| Билбија Никола               | (од 2000.)                       |
| Библија Младен               | (од 2019.)                       |
| Бјеговић Никослав            | (од 1990.)                       |
| Благојевић                   | (од 1960.)                       |
| Близнаковић Војислав         | (од 2000.)                       |
| Богичевић М. Зоран           | (од 1950.)                       |
| Богојевски                   | (од 2000.)                       |
| Божиновић Б. Небојша Нена    | (од 1950.) (од 1960.) (Тренер)   |
| Божић Милан Пика             | (од 1950.) (Управа) (Председник) |
| Божић Антон Чапа             | (од 1960.)                       |
| Бојић Аца                    | (до 1950.)                       |
| Бојић Д.                     | (до 1950.)                       |
| Бокшић Илија Ика             | (од 1960.)                       |
| Борозан Ранко                | (од 1960.) (Тренер)              |
| Боровчанин Огњен             | (од 2019.)                       |
| Брајковић Бранко Гуле        | (од 1970.)                       |
| Брновић Душан                | (Тренер)                         |
| Брошћанац Емануел            | (од 2000.)                       |
| Бубања Миљан                 | (од 2000.)                       |
| Бркало Стјепан               | (од 1924.)                       |
| Баришић Мирко                | (од 2000.)                       |
| Бећановић Милош              | (од 2000.)                       |
| Богдановић Милоје            | (од 1970.)                       |
| Басара Петар                 | (од 2000.)                       |
| Баберић Милан                | (од 1935.)                       |
|                              |                                  |

| Варагић Владимир        | (Ветерани)                       |
| Васиљевић В. Добривоје  | (од 1950.)                       |
| Васић Душан             | (од 2019.)                       |
| Васовић                 | (од 1990.)                       |
| Ватовец Ј. Иван Џине    | (од 1950.) (Тренер)              |
| Веланац Драгутин Бата   | (од 1960.) (од 1970.) (Ветерани) |
| Велиновић Небојша       | (од 1990.)                       |
| Веселиновић Душан       | (од 1970.)                       |
| Вигњевић Раде Цегер     | (од 1960.) (Ветерани)            |
| Видић                   | (од 1960.)                       |
| Видовић Милош Видоје    | (од 1960.)                       |
| Вишњић Гојко Лика       | (Тренер)                         |
| Вјетровић Мирослав      | (од 1970.)                       |
| Влајић                  | (од 1990.)                       |
| Вранеш                  | (од 1960.)                       |
| Вранић Марко            | (од 2000.)                       |
| Врачар Дејан            | (од 2000.)                       |
| Врцељ Александар        | (од 2019.)                       |
| Вујаклија Л. Божидар    | (од 1950.)                       |
| Вујић Лука              | (од 2019.)                       |
| Вукадиновић Марко       | (од 2000.)                       |
| Вукелић Милан Вукела    | (од 1960.)                       |
| Вукић Бранислав         | (од 1970.)                       |
| Вуковић                 | (од 2000.)                       |
| Вукомановић Дејан       | (од 2000.)                       |
| Вукшић С. Иван          | (од 1950.)                       |
| Вуровић                 | (од 2000.)                       |
| Вучетић Немања          | (од 2000.)                       |
| Вучић Александра        | (Ветерани)                       |
| Вучићевић Небојша Ушке  | (од 1960.)                       |
| Вучковић Живорад Жикица | (од 1960.)                       |
| Вучковић Ђ. Предраг     | (од 1950.)                       |
| Величковић Александар   | (од 1924.)                       |
| Вучковић Бошко          | (од 1924.)                       |
| Величковић Јован        | (од 1924.)                       |
| Вуклишевић              | (од 2000.)                       |
| Вељковић Сава           | (од 1935.)                       |

| Гавриловић                 | (од 2000.)                       |
| Гавриловић Слободан Цоки   | (од 1960.)                       |
| Гајдаш Л. Радоје Бата Каре | (од 1950.)                       |
| Гајић Иван                 | (од 2000.)                       |
| Гајић Никола               | (од 1924.)                       |
| Галевић                    | (од 1960.)                       |
| Глигоријевић Тодор         | (од 2019.)                       |
| Глоговац Стева             | (од 1970.) (Тренер)              |
| Гојковић Д. Драгослав      | (од 1950.)                       |
| Голубовић Бранислав Брана  | (до 1950.) (Тренер) (Председник) |
| Градић                     | (од 1990.)                       |
| Газдић Града               | (Управа)                         |
| Грбац                      | (од 2000.)                       |
| Грбић Душан                | (од 2000.)                       |
| Грбавац Горан              | (од 2000.)                       |
| Грујић Милош               | (Тренер)                         |
| Грујић Александар          | (од 2019.)                       |
| Губеринић                  | (од 1960.)                       |
| Миодраг Главички           | (од 1924.)                       |

| Давидовић Предраг          | (Управа) (Ветерани)                         |
| Дамњановић                 | (од 1960.)                                  |
| Данојлић Дејан             | (од 1983.) (Председник) (Ветерани)          |
| Данојлић Драгољуб          | (од 2019.)                                  |
| Дардић                     | (од 1990.)                                  |
| Дачић Ивица                | (Председник)                                |
| Дворнић Војин Дворна       | (од 1960.) (Тренер) (Председник) (Ветерани) |
| Делибашић                  | (од 1990.)                                  |
| Дели Јожеф Јошка           | (од 1960.) (Ветерани)                       |
| Димитријевић Зоран         | (од 1970.)                                  |
| Димитријевић Д.            | (до 1950.)                                  |
| Димитријевић Дејан         | (Ветерани)                                  |
| Димитровски Бранислав Диме | (Тренер)                                    |
| Добрић Драган              | (од 2000.)                                  |
| Додић Милан                | (од 2000.)                                  |
| Додић Срђан                | (Ветерани)                                  |
| Драговић Сава              | (Управа)                                    |
| Драмничанин                | (од 1970.)                                  |
| Дробњак Немања             | (од 2000.)                                  |
| Душић                      | (од 2000.)                                  |
| Дрљагић Петар              | (од 1924.)                                  |
| Димитријевић Драгиша       | (од 1924.)                                  |
| Домај Александар           | (од 2019.)                                  |

| Ђорђевић Влада         | (од 1950.) (Управа) |
| Ђорђевић Љубомир       | (Управа)            |
| Ђорђевић Лазар         | (од 2000.)          |
| Ђорђевић Љубомир Џин   | (од 1924.) (Тренер) |
| Ђорђевић Небојша       | (од 2000.)          |
| Ђорђевић Србобран      | (до 1950.)          |
| Ђорђевић Стефан        | (од 2000.)          |
| Ђорђевић М.            | (од 1970.)          |
| Ђорђевић Д.            | (од 1970.)          |
| Ђукановић Баћко        | (Ветерани)          |
| Ђуковић                | (од 1970.)          |
| Ђурашковић Зоран       | (Управа)            |
| Ђурђевић Слободан Ђура | (од 1970.) (Управа) |
| Ђурић                  | (од 1990.)          |
| Ђушић Миодраг          | (од 2000.)          |
| Ђорђевић Душан         | (од 1924.)          |
| Ђокић                  | (од 1970.)          |
| Ђорђевић Дејан         | (од 2000.)          |
| Ђорђевић Бојан         | (од 2000.)          |
|                        |                     |

| Емић Динко | (од 2000.) |
| Емино Дино | (од 2019.) |
|            |            |

| Жалац Мића                   | (од 1960.)                   |
| Жалац Тома                   | (од 1960.)                   |
| Жарић                        | (од 1990.)                   |
| Жарковић Немања              | (од 2019.)                   |
| Жеравица                     | (од 2000.)                   |
| Жерађанин                    | (од 1990.)                   |
| Живановић Душан „Мучкомозац” | (до 1950.) (Тренер) (Управа) |
| Живковић Димитрије Кики      | (Ветерани)                   |

| Здравковић Слободан     | (од 2019.)          |
| Здравковић Немања Саша  | (од 2000.)          |
| Здравковић проф. Миле   | (Председник)        |
| Зекић М. Душан          | (од 1950.)          |
| Зец Немања              | (од 1970.)          |
| Златановић Д. др Милан  | (од 1950.) (Тренер) |
| Златић                  | (од 1960.)          |
| Златковић Томислав Паја | (од 1960.)          |
| Зорић Душан             | (од 1924.)          |
| Зекановић Немања        | (од 2019.)          |
| Заклан Борис            | (од 2000.)          |

| Иванов Лала          | (од 1960.)     |
| Ивановић             | (од 2000.)     |
| Ивановић Михајло     | (Тренер)       |
| Иванчевић Ш.         | (до 1950.)     |
| Ивковић Веселин Веса | (од 1960.)     |
| Ивковић М.           | (до 1950.)     |
| Игњатовић            | (Ветерани)     |
| Игњатовић Бојан      | (од 2000.)     |
| Игњатовић Миливоје   | (од 1950.)     |
| Илић Радован         | (Ветерани)     |
| Илић Илија           | (од 1924.)     |
| Илић Боривоје        | (Управа 1935.) |
| Ивановић Звонимир    | (од 1936.)     |

| Јакубец Рихард             | (од 1970.)                       |
| Јакшић                     | (од 1990.)                       |
| Јанковић Милан Кинез       | (од 1960.) (од 1970.) (Ветерани) |
| Јанковић Владимир          | (од 2000.)                       |
| Јанковић Срђан             | (од 1990.)                       |
| Јанковић Срећко            | (од 1970.)                       |
| Јањић Пуниша Пуша          | (од 1960.)                       |
| Јапунџић Милан             | (од 1970.)                       |
| Јасић Александар           | (од 2019.)                       |
| Јеврић                     | (од 1990.)                       |
| Јегарац Миливијe Буца      | (од 1960.)                       |
| Јекић                      | (од 1960.)                       |
| Јеловац Бранислав          | (од 1924.)                       |
| Јенић М. Петар             | (од 1950.)                       |
| Јефтић Јован Јоле          | (од 1960.) (Тренер) (Ветерани)   |
| Јешић                      | (од 2000.)                       |
| Јовановић Синиша           | (од 1924.)                       |
| Јовановић Александар       | (од 2000.)                       |
| Јовановић С. Александар    | (од 2000.)                       |
| Јовановић М. Владимир      | (од 1950.)                       |
| Јовановић М. Ђуро          | (од 1950.)                       |
| Јовановић Синиша           | (до 1950.) (од 1950.)            |
| Јовановић Никола           | (до 2019.)                       |
| Јовић Славко               | (Тренер)                         |
| Јовић Филип                | (од 2019.)                       |
| Јовић                      | (од 1990.)                       |
| Јовичић М. Ратомир         | (од 1950.)                       |
| Јокановић Трипо            | (од 2000.)                       |
| Јокић Никола               | (од 1970.)                       |
| Јокић Душан Куле           | (од 1970.)                       |
| Јошић Драган               | (од 2000.)                       |
| Југовић П. Радивоје        | (од 1950.)                       |
| Јуренић                    | (од 2000.)                       |
| Јордановић Г. Миодраг      | (од 1924.)                       |
| Јовановић Христивоје       | (од 1924.)                       |
| Јашић Драган               | (од 2000.)                       |
| Јовић Александар           | (од 2000.)                       |
| Јуренић Горан              | (од 2000.)                       |
| Јовановић Драгослав Драган | (од 1936.)                       |

| Кадриспахић Хајрудин Кадрија | (од 1960.)            |
| Кајганић Бошко               | (од 1960.)            |
| Калембер Ненад               | (Тренер)              |
| „Калимеро”                   | (Ветерани)            |
| Камбан Слободан Бобан        | (од 1960.)            |
| Кандић Ј.                    | (до 1950.)            |
| Карајчић                     | (од 1970.)            |
| Карановић                    | (од 1970.)            |
| Каровић Немања               | (од 2000.)            |
| Кастратовић Александар       | (од 2000.)            |
| Кашиковић Немања             | (од 2000.)            |
| Кесеревић Аца                | (до 1950.)            |
| Кесеровић Ненад Мома         | (до 1950.) (од 1950.) |
| Кисић Слободан Киса          | (Ветерани)            |
| Кнежевић                     | (од 1990.)            |
| КовачевићСлавен              | (од 2000.)            |
| Коковић                      | (од 1970.)            |
| Колцић Миодраг               | (од 1970.)            |
| Колцић Ђорђе                 | (од 1970.)            |
| Корак Богдан                 | (од 1960.) (од 1970.) |
| Костић Александар            | (од 2019.)            |
| Крстић Драган                | (Ветерани)            |
| Крстић Станислав             | (од 1990.) (од 2000.) |
| Кузмановић                   | (до 1950.)            |
| Кузмановић Живорад           | (од 1924.)            |
| Кукић Небојша                | (до 1950.)            |
| Куртовић                     | (од 1990.)            |
| Кажић Стеван                 | (од 1924.)            |
| Ковачевић Стеван             | (од 2019.)            |
| Куртовић Н. Риста            | (од 1924.)            |
| Кабиљо Ј. Давид              | (од 1924.)            |
| Којић                        | (од 2000.)            |
| Кожић                        | (од 1924.)            |
| Крстић Владимир              | (од 1990.) (од 2000.) |
| Кнежевић Мирослав            | (од 1935.)            |
| Качеванда Мирко              | (од 1935.)            |
|                              |                       |

| Лазаров Милош Миша   | (од 2019.)          |
| Лазовић Милоје       | (од 1970.)          |
| Лековић Миливоје     | (од 2000.)          |
| Лечић                | (од 1990.)          |
| Ловрић               | (од 1990.)          |
| Лончар Зоран         | (од 1970.)          |
| Лоцић Ђорђе          | (од 2019.)          |
| Лукић Петар          | (од 2019.)          |
| Лукић Александар Аца | (од 1924.)          |
| Лукић Србољуб        | (Ветерани)          |
| Лукић Жарко          | (од 2019.)          |
| Лунгуловић           | (од 1990.)          |
| Лутовац Мирко        | (од 2000.) (Тренер) |
| Лутовац Стефан       | (од 2000.)          |
| Ливаја Владимир      | (од 2000.)          |
| Лазаревић Недељко    | (од 1936.)          |
|                      |                     |

| Љубеновић Стојан | (од 1990.) |
| Љујић            | (од 1990.) |
| Љушковић         | (од 2000.) |

| Магдић Н. Чедомир        | (од 1950.)                         |
| Максимовић Миленко Милан | (од 1924.)                         |
| Максимовић Предраг       | (од 2000.)                         |
| Максић Никола            | (Ветерани)                         |
| Малобабић                | (од 1960.)                         |
| Мандић Милан             | (од 1990.) (од 2000.)              |
| Манић Немања             | (од 2019.)                         |
| Манчић Иван              | (Ветерани)                         |
| Марковић                 | (од 2000.)                         |
| Марковић Веселин Веса    | (од 1960.)                         |
| Марковић Љубинко         | (Председник)                       |
| Марковић Милан           | (Председник)                       |
| Мартиновић Слободан Шуле | (од 1960.) (Ветерани)              |
| Мартиновић Александар    | (од 2000.)                         |
| Мартић Иван              | (од 2000.)                         |
| Марушић М. Бранислав     | (од 1950.)                         |
| Матановић Ненад          | (Тренер)                           |
| Матић                    | (од 1970.)                         |
| Матић Александар         | (Ветерани)                         |
| Матић Ђорђе              | (Ветерани)                         |
| Матић М.                 | (од 2000.)                         |
| Матић Славко             | (од 2000.)                         |
| Матовић                  | (од 1960.)                         |
| Матовић Предраг          | (Ветерани)                         |
| Медић Мирослав Меда      | (од 1970.)                         |
| Милаковић Милош          | (до 1950.)                         |
| Милановић Милан Шваба    | (Тренер)                           |
| Миленковић Мита Чокалија | (од 1960.) (Ветерани)              |
| Милодраговић             | (од 1970.)                         |
| Милићевић Исаило Иса     | (од 1960.) (од 1970.) (Председник) |
|                          |                                    |

| Милијаш Алексадар        | (од 2019.)                     |
| Милић Жељко              | (од 2000.)                     |
| Милић Станко             | (од 1950.)                     |
| Милкић Слободан          | (од 1924.)                     |
| Мирчић Мирослав          | (Председник)                   |
| Миросављевић Душан       | (од 1924.)                     |
| Миловановић              | (од 1960.)                     |
| Миловац Р. Веселин       | (од 1950.)                     |
| Милодраговић Миодраг     | (Ветерани)                     |
| Милојевић                | (од 1990.)                     |
| Милосављевић Милорад     | (од 1924.)                     |
| Милосављевић             | (од 1990.)                     |
| Милосављевић В. Радован  | (до 1950.) (од 1950.)          |
| Милошевић Јован          | (од 2000.)                     |
| Милуновић Жарко          | (од 1960.)                     |
| Милуновић Звонко         | (од 1960.)                     |
| Милутиновић Иван Кањец   | (Тренер) (Управа)              |
| Миљковић В. Ратомир      | (од 1950.)                     |
| Митић Благоје            | (Тренер)                       |
| Митровић Буца            | (Тренер)                       |
| Митровић А.              | (од 2000.)                     |
| Митровић Милан           | (од 2000.)                     |
| Мићевић Горан            | (од 2000.)                     |
| Михајловић Петар Пера    | (од 1960.) (Управа) (Ветерани) |
| Михаиловић Борислав Бора | (од 1960.) (Ветерани)          |
| Михајловић Драгош        | (Тренер)                       |
| Михајловски Звонко       | (од 1960.)                     |
| Михаљчић Душан           | (Председник)                   |
| Млађеновић Дарко         | (Ветерани)                     |
| Мојсиловић Срба          | (Председник)                   |
| Момировић Александар     | (од 1990.)                     |
| Момчиловић               | (од 1990.)                     |
| Мостарац Јова            | (од 1990.)                     |
| Мрваљевић Зоран          | (Тренер)                       |
| Мрђанин                  | (од 2000.)                     |
| Мујагић Абдулах Муја     | (од 1960.)                     |
| Мусић Вук                | (Председник) (Управа)          |
| Мучибабић Драган         | (Тренер)                       |
| Мушкић Ријад             | (Ветерани)                     |
| Милановић Драгољуб       | (од 1924.)                     |
| Марјановић Коста         | (од 1924.)                     |
| Миљковић                 | (од 1924.)                     |
| Михаиловић Димитрије     | (од 1924.)                     |
| Милованчевић Драгољуб    | (од 1924.)                     |
| Милановић Драгољуб       | (од 1924.)                     |
| Михајловић Боривоје      | (од 1924.)                     |
| Марјановић М. Ратко      | (од 1924.)                     |
| Милобратић               | (од 1960.)                     |
| Маринковић Владан        | (од 2000.)                     |
| Маринковић Милутин       | (од 2000.)                     |
| Марјановић Коста         | (од 2000.)                     |
| Марјановић Драган        | (Тренер)                       |
| Мариновић Мирослав Мића  | (од 1970.)                     |
| Мићовић Горан            | (од 2000.)                     |
| Машић Ј. Илија           | (од 1924.)                     |
| Мијић Лазар              | (од 1936.)                     |
| Милосављевић Душан       | (од 1924.)                     |
| Марјановић Љубомир       | (од 2000.)                     |
| Марјановић Ратко         | (од 2000.)                     |
|                          |                                |

| Накић Бата              | (Ветерани)            |
| Наумовић Никола         | (до 1950.)            |
| Нелоски Димче           | (Ветерани)            |
| Нешић М.                | (до 1950.)            |
| Никетић М. Томислав     | (од 1950.)            |
| Никиновић Мило          | (од 1960.)            |
| Николић Станко Лала     | (од 1960.) (Ветерани) |
| Николић Бранко Либаде   | (Председник)          |
| Николић Драгутин Драган | (од 1960.)            |
| Николић Никола          | (од 2000.)            |
| Николић Јован           | (од 1924.)            |
| Нишавић Петар           | (од 1970.)            |
| Новаковић               | (од 2000.)            |
| Новаковић С. Слободан   | (од 1950.)            |
| Новичић Велизар Жуча    | (од 1960.)            |
| Нешић                   | (од 2000.)            |
| Николић Миодраг         | (Члан управе)         |

| * — НЕМА — |

| Обрадовић             | (од 1990.) (од 2000.) |
| Обрадовић Нинослав    | (Тренер)              |
| Одавић Миодраг Миша   | (од 1960.)            |
| Окрајинов Раде        | (до 1950.)            |
| Остојић Миливоје Шари | (од 1970.) (Ветерани) |
| Обојевић              | (од 1924.)            |
| Остојић Милољуб       | (Тренер)              |
| Обреновић             | (од 2000.)            |
| Оланреваји            | (од 2000.)            |
|                       |                       |

| Павловић Милан              | (од 1924.)            |
| Павловић Добривоје          | (од 1924.)            |
| Павић                       | (од 1970.)            |
| Павићевић Ненад             | (од 1990.) (од 2000.) |
| Павловић С.                 | (од 1990.) (од 2000.) |
| Пајовић Горан               | (од 2000.)            |
| Пајовић Дарко               | (од 2000.)            |
| Пајовић Милош               | (од 2000.)            |
| Пандуровић Марко            | (од 2019.)            |
| Панић др Милан              | (Председник)          |
| Панић Д. Миодраг            | (од 1950.)            |
| Пановић Петар               | (од 2000.)            |
| Пантелић М. Јован           | (од 1950.)            |
| Перишић Предраг             | (од 1990.)            |
| Перковић                    | (од 1970.)            |
| Перовић Драган              | (од 1960.) (од 1970.) |
| Перовић Зоран               | (од 1960.) (од 1970.) |
| Петковић Ратко              | (Управа)              |
| Петковић                    | (од 1990.)            |
| Петрашиновић                | (од 1970.)            |
| Петровић Александар Пикавац | (1930—1932.)          |
| Петровић                    | (од 1990.)            |
| Петровић Стефан             | (од 2019.)            |
| Пецић М.                    | (од 1924.)            |
| „Пинга”                     | (од 1960.)            |
| Пињатели Стеван             | (од 1960.)            |
| Плехо Ш. Шабан              | (од 1950.)            |
| Подраповић Драган           | (од 1970.)            |
| Полак                       | (од 1990.)            |
| Попадић Дарко               | (од 2000.)            |
| Поповић                     | (од 2000.)            |
| Поповић Лаза                | (од 1960.)            |
| Поточан                     | (од 1970.)            |
| Протић Драгован             | (Тренер)              |
| Протић Радован              | (Тренер)              |
| Пудар Велибор               | (од 1990.)            |
| Пурковић Александар         | (од 2000.)            |
| Пушара Немања               | (од 2000.)            |
| Пфандлер Андрија            | (Тренер)              |
| Пфандлер Исидор             | (од 2000.)            |
| Петковић Стојан             | (од 1924.)            |
| Пандуревић Марко            | (од 2019.)            |
| Параскевић Божидар          | (од 1924.)            |
| Поповић Александар          | (од 1924.)            |
| Пандуревић Марко            | (од 2019.)            |
| Поповић Драган              | (од 1935.)            |
|                             |                       |

| Радаковић Ненад           | (од 2000.)            |
| Раданов Ненад             | (од 2019.)            |
| Радивојевић Велимир Трле  | (од 1924.)            |
| Радивојевић               | (од 1990.)            |
| Радисављевић Раде Кондор  | (Тренер)              |
| Радиновић                 | (од 1990.)            |
| Радић Шојка               | (Тренер)              |
| Радовановић Младен        | (од 2019.)            |
| Радовић                   | (од 1990.)            |
| Радојевић Душан           | (од 2000.)            |
| Радојевић Милан           | (Ветерани)            |
| Радојчић В. Милан         | (од 1950.)            |
| Радосављевић Лазар        | (од 2000.)            |
| Радосављевић Рајко        | (од 1970.)            |
| Радуловић Михајло Радуле  | (Ветерани)            |
| Рајић Предраг             | (Председник)          |
| Ракић Добривоје           | (Председник)          |
| Рамадани Хезирђан Кабир   | (од 1990.) (од 2000.) |
| Рамадановски Насер        | (Управа) (Тренер)     |
| Ранђеловић                | (од 1990.)            |
| Ранковић Драган Бата Рана | (Председник)          |
| Рапић Кристијан           | (од 2000.)            |
| Ребић Милорад Паја        | (од 1970.)            |
| Ристић Бора               | (Председник)          |
| Ристић Ненад              | (од 2000.)            |
| Ристовић Александар       | (од 2000.)            |
| Родић Немања              | (од 2000.)            |
| Роксандић Бранко Рокса    | (Тренер)              |
| Росић Ненад               | (од 2000.)            |
| Рудан М.                  | (од 2000.)            |
| Ристић Иван               | (од 1924.)            |
| Радивојевић Љубиша Трле   | (од 1924.)            |
| Ристић Светолик           | (од 1924.)            |
| Рецек А. Лајош            | (од 1924.)            |
| Радојчић                  | (од 2000.)            |
| Радовановић Иван          | (од 2000.)            |
|                           |                       |

|                           |                       |
| Савић                     | (од 1970.)            |
| Савић Жаро                | (од 2019.)            |
| Савић Марко               | (од 2000.)            |
| Савичић                   | (од 1970.)            |
| Саитовић                  | (од 1970.)            |
| Салаховић                 | (од 1990.)            |
| Санковић Марко            | (од 2019.)            |
| Секулић Буца              | (до 1950.)            |
| Селимовски                | (од 1970.)            |
| Симеуновић                | (од 2000.)            |
| Симеуновић Миодраг        | (од 1960.)            |
| Симић Драган Симке        | (од 1970.)            |
| Симић Милан               | (Управа)              |
| Симић Ненад               | (од 2000.)            |
| Симоновић Драган          | (од 2000.) (Тренер)   |
| Симоновић Миодраг         | (до 1950.)            |
| Следојевић Живко Цезар    | (од 1960.)            |
| Смиљанић Славиша          | (Ветерани)            |
| Смиљковић                 | (од 1990.)            |
| Сопић Душан Цале          | (од 1960.)            |
| Спасић Растко             | (Управа)              |
| Србиновић Божидар         | (од 1970.)            |
| Србиновић С. Бошко        | (од 1950.)            |
| Средојевић                | (од 2000.)            |
| Стаменковић               | (од 1970.)            |
| Стаменковић Војислав      | (од 1924.)            |
| Стаменковић Милан Цуја    | (од 1924.) (Управа)   |
| Стаменковић Горан         | (од 2000.)            |
| Стаменковић Дејан         | (од 2000.)            |
| Станишић Станиша          | (Ветерани)            |
| Станишић Стефан           | (од 2000.)            |
| Станковић Саша            | (од 2000.)            |
| Станковић Марко           | (од 2019.)            |
| Станојевић                | (од 1990.)            |
| Станојевић Стефан         | (од 2019.)            |
| Станојчић Јован           | (од 2000.)            |
| Стекић Мирослав           | (од 2019.) (од 2000.) |
| Степановић Александар     | (од 2000.)            |
| Стефановић Ненад Неша     | (од 1960.)            |
| Стефановић Зоран Штраус   | (од 1970.)            |
| Стефановић С.             | (до 1950.)            |
| Стојадиновић Милорад Миша | (Управа)              |
| Стојановић Бранислав Кеза | (од 1924.)            |
| Стојановић                | (до 1950.)            |
| Стојановић Дане           | (Тренер)              |
| Стојановић Зоран          | (од 1970.)            |
| Стојковић Миле            | (Ветерани)            |
| Стојановић Танасије       | (од 1924.)            |
| Стојковић Томислав        | (од 1970.)            |
| Стојковски Бранко         | (од 1988.)            |
| Стошић Стојан             | (од 1960.)            |
| Сукоњица Бранислав        | (од 1970.)            |
| Станковић Никола          | (од 1924.)            |
| Савић Михајло             | (од 1924.)            |
| Станојевић Милосав        | (од 1924.)            |
| Стојановић Душан          | (од 1924.)            |
| Станковић Н. Ратомир      | (од 1924.)            |
| Стаменковић К. Драгољуб   | (од 1924.)            |
| Стаменковић Лазар         | (од 1924.)            |
| Станојевић                | (од 2000.)            |
| Содик                     | (од 2000.)            |
| Стијаковић Никола         | (од 2000.)            |
| Станковић Михајло         | (од 1924.)            |
| Стефановић Миодраг        | (од 1924.)            |
| Стаменковић К. Драгољуб   | (од 1936.)            |
| Секулић Д. Љубомир        | (од 1935.)            |
| Стаменковић Радослав      | (од 1936.)            |
| Стојановић Миле           | (од 1936.)            |
| Станковић Драган          | (Тренер)              |
|                           |                       |

| Тадић                     | (од 2000.)            |
| Танасић Марко             | (од 2019.)            |
| Танасковић                | (од 1990.)            |
| Танић Божидар             | (од 1960.)            |
| Тасић Драгиша Гиле        | (од 1970.)            |
| Тасић Иван                | (од 1990.)            |
| Тасић С. Јовиша           | (од 1950.)            |
| Тачи                      | (од 1970.)            |
| Тијановић Никола Кинџа    | (од 1950.)            |
| Тијеглић Ђорђе Туња       | (од 1960.)            |
| Тимотић                   | (од 1990.)            |
| Тодоровић Горан           | (Ветерани)            |
| Томанић Иван              | (од 2000.)            |
| Томић др Михајло Беба     | (Председник)          |
| Токин Бошко               | (Председник)          |
| Топалов                   | (од 1990.)            |
| Торбица Миле Миша         | (од 1960.)            |
| Тошић Василије            | (од 2000.)            |
| Тошић Момчило Тошке       | (од 1960.)            |
| Тошковић Урош             | (од 2019.)            |
| Травац Бранислав          | (од 1950.)            |
| Трајковић Небојша         | (од 2000.)            |
| Трбојевић Светозар Трбоје | (од 1960.) (од 1970.) |
| Тресовић                  | (од 1990.)            |
| Трифуновић Александар     | (Тренер)              |
| Тришовић                  | (од 2000.)            |
| Трнинић Божидар           | (од 1924.)            |
| Тршек Владислав           | (од 1970.)            |
| Трутин Иван               | (до 1950.)            |
| Тукмановић Радомир Тукман | (Ветерани)            |
| Толмичев                  | (од 1924.)            |
| Тодоровић Р. Душан        | (од 1924.)            |
| Топаловић Предраг         | (од 2000.)            |
| Томашевић Милош           | (од 2000.)            |
|                           |                       |

| Ћајић Милан        | (до 1950.) |
| Ћапин Огњен        | (од 2000.) |
| Ћировић Живко Кира | (од 1960.) |
| Ћоћић Давид        | (од 1924.) |
|                    |            |

| Узуновић Никола | (од 2019.) |

| Филактов Астерије Грк | (од 1960.) (од 1970.) (Тренер) (Ветерани) |
| Филиповић М. Арсеније | (од 1924.)                                |
| Филиповић             | (од 1960.)                                |
| Филиповић Марко       | (од 2000.)                                |
| Форгић Бојан          | (од 2000.)                                |

| Хара                   | (до 1950.)            |
| Харацупијан Гари       | (од 2000.)            |
| Хаџић                  | (од 1990.)            |
| Хезирђан Рамадани Киза | (Тренер)              |
| Хелц Мирослав          | (Тренер)              |
| Хорват Јоца            | (до 1950.)            |
| Хоџић Мустафа Хоџа     | (од 1960.)            |
| Хрецак Милан           | (од 1960.) (Ветерани) |
| Христов Марко          | (од 2000.)            |

| Цветојевић О. Љубомир | (од 1950.) |
| Цвијић Милан Цвија    | (од 1960.) |
| Цукић Бранислав       | (од 2000.) |
| Цанковић Властимир    | (од 1924.) |
| Цојић                 | (од 2000.) |

| Чабаркапа Новак   | (од 1960.)            |
| Чавић Петар       | (од 2000.)            |
| Чамџић Влада      | (од 1990.)            |
| Чанић Раша        | (од 1960.)            |
| Чаравеша Немања   | (од 2000.)            |
| Чварковић Живорад | (од 1924.)            |
| Чича Милан        | (Управа)              |
| Чонка Иштван      | (од 1960.) (Ветерани) |
| Чубриловић        | (од 1970.)            |
| Чупин И. Драган   | (од 1950.)            |
| Др Чортановић     | (Председник)          |
| Чучковић          | (од 1924.)            |
|                   |                       |

| Џепина Гојко | (до 1950.) |

| Шевић М. Слободан          | (од 1950.)                     |
| Шемсединовић А. Рашид Рале | (од 1950.) (Тренер) (Ветерани) |
| Шереметовић Србољуб Срба   | (од 1970.)                     |
| Шестић                     | (од 1970.)                     |
| Шоргић Борис               | (од 1990.)                     |
| Шушњар Александар          | (од 2000.)                     |
| Шћекић                     | (од 2000.)                     |
| ШоботЂорђе                 | (од 1970.)                     |
|                            |                                |

| ФК Палилулац Београд | ФК Палилулац Београд              |
| -------------------- | --------------------------------- |
| Grb FK Palilulca     |                                   |
| Држава               | Србија                            |
| Пуно име             | Фудбалски клуб Палилулац, Београд |
| Навијачи             | "Зелени шкорпиони"                |
| Основан              | 15. јун 1924..                    |
| Стадион              | Палилулца у Крњачи                |
| Капацитет            | 1.500 места                       |